# The Book of Souls
Albums de Iron Maiden
From Fear to Eternity
(2011) Senjutsu
(2021)
The Book of Souls est le seizième album studio du groupe de heavy metal britannique Iron Maiden sorti le 4 septembre 2015.

## Production
Enregistré à Suresnes (banlieue parisienne) à la fin de l'année 2014 avec leur producteur historique Kevin Shirley, leur premier double album est enregistré fin 2014 mais sa sortie et sa tournée ont été décalées à cause du traitement d'un cancer de la langue du chanteur Bruce Dickinson. Si le disque ne compte que onze chansons, la durée totale est de 92 minutes et 11 secondes, avec une dernière chanson de 18 minutes. Le bassiste et leader du groupe Steve Harris, a écrit ou coécrit la majorité des chansons au studio pour les enregistrer dans la foulée : « Je pense que cette immédiateté se ressent dans les chansons, qui ont presque un côté live. »
Bruce Dickinson explique : « Nous avons débuté le travail sur cet album à la fin de l'été 2014 aux studios Guillaume Tell à Paris, où nous avions déjà créé l'album de notre retour Brave New World en 2000, donc ces studios étaient un bon souvenir pour nous. Nous étions ravis de découvrir la même sensation toujours présente et du répondant ! Nous nous sommes immédiatement sentis comme à la maison et le flot des idées est arrivé ». Le manager Rod Smallwood annonce que le groupe n'entamera sa tournée que début 2016 le temps que Bruce Dickinson retrouve pleinement ses moyens.
Cet album comprend deux chansons écrites uniquement par Bruce Dickinson, ce qui n'était pas arrivé depuis l'album No Prayer for the Dying (1990). Le chanteur a également cosigné deux chansons de l'album avec le guitariste Adrian Smith, le bassiste et fondateur du groupe Steve Harris étant, pour sa part, crédité sur sept des onze chansons de The book of souls, dont une de laqelle il est l'unique compositeur.
C'est d'ailleurs Bruce Dickinson qui a composé la chanson qui clôt cet album, Empire of the Clouds, cette pièce de 18 minutes étant la plus longue que le groupe ait jamais enregistrée (surpassant donc Rime of the Ancient Mariner, sur l'album Powerslave (13 min 34 s)). La chanson raconte l'histoire du dirigeable R101, le plus gros jamais construit au Royaume-Uni, qui s'est écrasé le 5 octobre 1930 sur une colline non loin de Beauvais, en France. Il inclut également un piano et un violon, ce que le groupe n'avait jamais fait auparavant.
L'album est illustré par Mark Wilkinson, déjà auteur des pochettes du Live at Donington et de la compilation Best of the 'B' Sides (2002), ainsi que des singles The Wicker Man et Out of the Silent Planet. Ce dernier a travaillé auparavant avec le groupe de néo prog Marillion ainsi que son chanteur Fish, lorsque celui-ci quitta le groupe pour travailler en solo.
Publié par Parlophone, c'est le premier album studio du groupe qui n'est pas publié par EMI, après le  double rachat de ces  compagnies par Warner Music Group en 2013.
Concernant la promotion de l'album, contrairement aux habitudes du groupe consistant à laisser Steve Harris en assurer la majorité, Bruce Dickinson a tenu à prouver l'amélioration de son état de santé en répondant seul à toutes les interviews à travers le monde.

## Liste des titres

### Version CD
| 1. | If Eternity Should Fail  | Bruce Dickinson               | 8:28  |
| 2. | Speed of Light           | Bruce Dickinson, Adrian Smith | 5:01  |
| 3. | The Great Unknown        | Steve Harris, Adrian Smith    | 6:37  |
| 4. | The Red and the Black    | Steve Harris                  | 13:33 |
| 5. | When the River Runs Deep | Steve Harris, Adrian Smith    | 5:52  |
| 6. | The Book of Souls        | Steve Harris, Janick Gers     | 10:27 |

| 1. | Death or Glory        | Bruce Dickinson, Adrian Smith | 5:13  |
| 2. | Shadows of the Valley | Steve Harris, Janick Gers     | 7:32  |
| 3. | Tears of a Clown      | Steve Harris, Adrian Smith    | 4:59  |
| 4. | The Man of Sorrows    | Steve Harris, Dave Murray     | 6:28  |
| 5. | Empire of the Clouds  | Bruce Dickinson               | 18:01 |

### Version Vinyle
| A1. | If Eternity Should Fail |  |
| A2. | Speed of Light          |  |
| B1. | The Great Unknown       |  |
| B2. | The Red and the Black   |  |

| A1. | When the River Runs Deep |  |
| A2. | The Book of Souls        |  |
| B1. | Death or Glory           |  |
| B2. | Shadows of the Valley    |  |

| A1. | Tears of a Clown     |  |
| A1. | The Man of Sorrows   |  |
| B.  | Empire of the Clouds |  |

## Composition du groupe
- Bruce Dickinson – chants, piano sur "Empire of the Clouds"
- Dave Murray – guitare
- Adrian Smith – guitare
- Janick Gers – guitare
- Steve Harris – basse, claviers, chœurs
- Nicko McBrain – batterie